# ویزای EB-1
ویزای EB-1 دسته‌بندی اولویت اول برای مهاجرت و اقامت دائم بر مبنای اشتغال در ایالات متحده آمریکا است. این ویزا برای کارکنان دارای اولویت و افراد خارجی دارای توانایی‌های خارق‌العاده صادر می‌شود. ویزای ایی‌بی۱ همچنین برای استادان دانشگاه و پژوهشگران ممتاز قابل صدور است. این ویزا منجر به صدور گرین کارت و اقامت دائم در آمریکا می‌شود.
متقاضیان ویزای باید توانایی خارق‌العاده خود را در زمینه علم، هنر، تحصیلات، تجارت و امور ورزشی نشان دهند. همچنین این افراد نیازی به پیشنهاد شغلی از یک کارفرمای آمریکایی نخواهند داشت.

## تعداد صادرشده
نمودار زیر براساس آمار رسمی وزارت امور خارجه آمریکا تعداد ویزاهای EB-1 صادرشده در سالهای مالی ۲۰۱۴ تا ۲۰۱۸ را نشان می‌دهد:
| ۲۰۱۴ | ۲۰۱۵  | ۲۰۱۶  | ۲۰۱۷  | ۲۰۱۸  | منبع  |
| ---- | ----- | ----- | ----- | ----- | ----- |
| ۱۶۸۰ | ۱٬۸۹۱ | ۲٬۳۶۱ | ۲٬۵۲۹ | ۳٬۸۵۴ | [ ۳ ] |

## معیارهای واجد شرایط بودن
متقاضی بیگانه براساس وبسایت اداره مهاجرت آمریکا، برای اثبات توانایی خارق‌العاده باید ۳ از ۱۰ معیار ذکر شده در زیر را اثبات کند:
- مدارکی که نشان دهد شما یک جایزه ملی یا بین‌المللی بر اساس دستاوردهای خود دریافت کرده‌اید.
- مدارکی که نشان دهنده این است که شما عضو یک انجمن در زمینه خود هستید که به‌طور پیوسته از پیشرفت‌های اعضای خود می‌پرسد.
- شواهدی وجود داشته باشد که مقالات یا تحقیقات خود را در مجلات یا رسانه‌های رسمی منتشر کرده‌اید.
- مدارکی که از شما درخواست شده که کار افراد را به عنوان یک فرد یا یک گروه ارزیابی کنید.
- شواهدی وجود داشته باشد که شما مهارت خاصی در زمینه‌های علمی، هنری، ورزشی یا مرتبط با کسب و کار داشته باشید.
- شواهدی وجود داشته باشد که شما نقش مهمی را در یک سازمان برجسته انجام داده‌اید.
- مدارکی که نشان دهنده این است که شما حقوق و دستمزد بالا در رشته خود در مقایسه با دیگران دریافت کرده‌اید.
- شواهدی وجود داشته باشد که شما در زمینه هنرهای نمایشی موفقیت کسب کرده‌اید.